# Documentación médica
La documentación médica es una de las primeras aplicaciones de la disciplina documental en España en el campo docente e investigador. Ha sido promovida fundamentalmente desde la Universidad de Valencia por la obra de los profesores José María López Piñero y María Luz Terrada Ferrandis. 
En 1983 establecían una renovada noción de documentación médica, que abarca como objetivo no sólo el que habitualmente derivaba de la aplicación de los principios de la documentación a un campo del saber determinado, en lo referente a la «recogida, el procesamiento analítico-sintético, el almacenamiento, la recuperación y la difusión; añadían un primer objetivo, el del «análisis científico de la producción y el consumo, así como de la estructura y las propiedades de la información médica», lo que explica el interés y el fomento de los estudios bibliométricos (teóricos y prácticos) llevados a cabo por la escuela valenciana.
- Datos: Q5812255